# Felix Zwayer
Felix Zwayer (Berlín, Alemanya, 19 de maig de 1981) és un àrbitre de futbol alemany. Forma part de l'Associació de Futbol de Berlín. És àrbitre FIFA, i es troba dins del grup elit de la UEFA.

## Trajectòria
A part d'arbitrar de forma regular a la Bundesliga, ha dirigit partits de la Lliga Europa de la UEFA 2012-13 i del Campionat Europeu de la UEFA Sub-19 2013.
El 21 de febrer de 2016, l'entrenador del Bayer Leverkusen, Roger Schmidt va ser expulsat per Zwayer en un partit contra el Borussia Dortmund. Schmidt inicialment no volia marxar, causant que l'àrbitre suspengués el partit. Després de vuit minuts es va reprendre el partit sense Schmidt al camp.

## Vida personal
Zwayer és agent immobiliari a Berlín.